# Idioma gulá
El gulá (en inglés: Gullah) es una lengua criolla de base inglesa, hablada en la región costera de Carolina del Sur y principalmente en los Sea Islands por afroestadounidenses. Tiene una importante influencia léxica de idiomas africanos como el wólof o el ewé, además de palabras de origen inglés.
Antes se hablaba desde Cabo Fear en Carolina del Norte hasta Jacksonville en Florida, pero se ha reducido a los condados costeros de Carolina del Sur y Georgia. 

## Historia
La primera referencia a esta lengua criolla se encuentra tardíamente en el artículo Gullah: a Negro patois, publicado por John Bennet en 1908. Sin embargo, el trabajo más detallado sobre esta lengua es Africanisms in the Gullah Dialect, elaborado por el lingüista afroamericano Lorenzo Dow Turner en 1949. En él, Turner se refiere en los siguientes términos a esta lengua criolla:

El gulá es una variante criollizada del inglés que nos devela la existencia de restos de varios de los idiomas africanos hablados por los esclavos traídos a Carolina del Sur y Georgia durante el siglo XVIII y la primera mitad del siglo XIX. Estos restos son numerosos en su vocabulario, pero también están presentes en sus sonidos, sintaxis, morfología y entonación.
Turner, L

Por extensión, el término se aplica a la cultura, especialmente la musical, desarrollada en ese entorno.